# Lupiglaa
Lupiglaa – plemię słowiańskie zamieszkałe w 30 grodach na szlaku z Pragi czeskiej na północ i północny wschód.
Plemię Lupiglaa zostało wymienione przez Geografa Bawarskiego, w innych źródłach nie występuje. Zazwyczaj utożsamia się je z plemieniem Głubczyców/Głąbczyców = nazwa patronimiczna „potomkowie Głąbka”, miejscowość Głubczyce pochodząca od tego samego desygnatu, wczesne zapisy: 1107 r. Glupcicih, 1131 r. Glubchiz, 1226 r. Lubicco. Nazwę ludu zwykle tłumaczy się jako Łupi Głowy lub Głupie Głowy, ale istnieje też teoria mówiąca że nazwa jest łacińsko-słowiańską hybrydą, pochodząca od łacińskiego słowa Lupus i oznacza Wilcze Głowy.  